# Слободзейська волость
Слободзейська волость — історична адміністративно-територіальна одиниця Тираспольського повіту Херсонської губернії.
Станом на 1886 рік складалася з 6 поселень, 6 сільських громад. Населення — 10435 осіб (5263 осіб чоловічої статі та 5172 — жіночої), 1966 дворових господарств.
|                     | Площа, десятин | У тому числі орної, дес. |
| ------------------- | -------------- | ------------------------ |
| Сільських громад    | 30310          | 16002                    |
| Приватної власності | —              | —                        |
| Казенної власності  | 3987           | 1305                     |
| Іншої власності     | 474            | 260                      |
| Загалом             | 34771          | 17567                    |

Найбільші поселення волості:
- Івано-Богословка (Слободзейські хутори) — село за 40 верст від повітового міста, 169 осіб, 40 дворів. За 10 верст — залізнична станція.
- Карагаш — село при річці Дністер, 1305 осіб, 243 дворів, православна церква, школа, лавка.
- Слободзея — село при річці Дністер, 4818 осіб, 880 дворів, 2 православні церкви, школа, земська станція, 5 лавок, базари через 2 тижня по четвергах.
- Суклея — село при річці Дністер, 1099 осіб, 211 дворів, православна церква, школа.
- Чобручи — село при річці Дністер, 2808 осіб, 548 дворів, православна церква, школа, 2 лавки, базари через 2 тижня по вівторках.